# Тифинское
Тифинское — село в Поныровском районе Курской области России. Входит в состав Возовского сельсовета.

## География
Расположено на севере области, на реке Брусовец, 8 отдельными кварталами. Примыкает к южной окраине села Брусовое.

## История
До 2010 года входило Брусовской сельсовет. После упразднения Брусовского сельсовета  Тифинское  вошло в состав Возовского сельсовета.

## Население
| 2010 |
| ---- |
| 164  |

Национальный состав
Согласно результатам переписи 2002 года, в национальной структуре населения
русские составляли 100 % из 213 человек.
Гендерный состав
В 2010 году в селе проживал 164 человека — 83 мужчины и 81 женщина, 50,6 % и 49,4 % соответственно.

## Инфраструктура
Личное подсобное хозяйство.

## Транспорт
Проходит автодорога 38К-018 «Курск — Поныри».